# Dub (Travnik, BiH)
Dub  je naseljeno mjesto u općini Travnik, Federacija Bosne i Hercegovine, BiH.
Nalazi se sjeverno od Travnika, u podnožju Vlašića.

## Stanovništvo

### 1991.
Nacionalni sastav stanovništva 1991. godine, bio je sljedeći:
ukupno: 962
- Muslimani - 961
- Hrvati - 1

### 2013.
Nacionalni sastav stanovništva 2013. godine, bio je sljedeći:
ukupno: 988
- Bošnjaci - 986
- ostali, neopredijeljeni i nepoznato - 2